# Slank ekorre
Slank ekorre (Sundasciurus tenuis) är en däggdjursart som först beskrevs av Thomas Horsfield 1824. Den ingår i släktet sundaekorrar och familjen ekorrar. IUCN kategoriserar arten globalt som livskraftig.

## Underarter
Catalogue of Life samt Wilson & Reeder (2005) skiljer mellan 5 underarter:
- Sundasciurus tenuis tenuis (Horsfield, 1824)
- Sundasciurus tenuis bancarus (Miller, 1903)
- Sundasciurus tenuis modestus (Müller, 1840)
- Sundasciurus tenuis parvus (Miller, 1901)
- Sundasciurus tenuis procerus (Miller, 1901)

## Beskrivning
Pälsen på ovansidan är brun med blekt orangebruna ringar kring ögonen, och ofta en orangebrun örsnibb. Undersidans päls är mera variabel, från gråaktig till brunaktig med vita hårspetsar. Arten är liten, med små öron och en lång, smal svans. Kroppslängden är 13 till 16 cm, ej inräknat den 12 till 13 cm långa svansen. Vikten varierar mellan 120 och 140 g.

## Utbredning
Denna ekorre förekommer i Sydostasien på södra Malackahalvön, på Sumatra, på Borneo och på flera mindre öar i området.

## Ekologi
Habitaten utgörs av både urskog och kulturskog, i lågländerna såväl som i bergstrakter. Som högst har arten påträffats på 1 650 meters höjd. Den kan anpassa sig till skogsavverkning så länge det finns träd kvar. Individerna är dagaktiva och kan uppträda i grupper om upp till 10 individer, som gärna jagar varandra. Födan består framför allt av bark, men även av mjuka frukter, späda löv och insekter som samlas in i trädkronorna och områdena just under.
Boet konstrueras av pinnar och grenar och placeras i trädklykor, ibland så lågt som en meter över marken.